# کیتی استنگل
کیتی استنگل (انگلیسی: Katie Stengel؛ زادهٔ ۲۹ فوریهٔ ۱۹۹۲) بازیکن فوتبال اهل ایالات متحده آمریکا است.
از باشگاه‌هایی که در آن بازی کرده‌است می‌توان به واشینگتن اسپیریت، باشگاه فوتبال زنان بایرن مونیخ، و باشگاه فوتبال اورنج کانتی اشاره کرد.
وی همچنین در تیم‌های ملی فوتبال United States women's national under-18 soccer team, United States women's national under-20 soccer team، و زیر ۲۳ سال زنان ایالات متحده آمریکا بازی کرده‌است.